# Swirl People
Swirl People is de naam van een Belgisch house-project dat opgericht werd in 1997. De naam Swirl People verwijst naar dansende mensen die lijken te 'swirlen' op de dansvloer. Swirl People bestaat uit muzikant/producer Dimitri Dewever en dj/producer Raoul Belmans, zij opereren vanuit Leuven en hebben tot dusver vier albums en meer dan 80 singles uitgebracht onder verschillende pseudoniemen op diverse labels. Het duo is ook wereldwijd gewild als remixers. Zo mochten zij onder meer de monsterhit "I Can't Get Enough" van Soulsearcher onder handen nemen.
Dimitri Dewever is vooral actief in de studio als producer voor Swirl People en vele andere projecten en Raoul Belmans is behalve producer ook al meer dan 20 jaar bekend in de clubs als DJ Raoul Belmans. Verder bestierde Belmans ook nog de platenlabels Aroma en A Second Smell (voorheen AJ) die beiden gespecialiseerd zijn in funky housemuziek en verzorgde hij enkele jaren het house-segment in Switch op Studio Brussel.